# Batalla de Leópolis
La batalla de Leópolis es parte del conflicto de seis meses de duración, entre las fuerzas de la República Popular Ucraniana Occidental y la población civil y el ejército regular polaco, entre 1918 y 1919. El objetivo de la batalla es el control de la ciudad de Leópolis (en ucraniano: Львів, romanizado: Lviv; en polaco: Lwów), en el marco de la formación nacional de la República Popular Ucraniana Occidental y Polonia, resultando la victoria polaca, y su incorporación entre 1919 y el Tratado de Brest-Litovsk a Polonia. Esta victoria significa la destrucción de la República Popular Ucraniana Occidental, y su renuncia fue la moneda de cambio para la invasión polaca de Kiev dentro de la guerra polaco-soviética para imponer en el gobierno de Ucrania a Simon Petliura y restituir la República Popular de Ucrania.

## Antecedentes del conflicto

Mapa lingüístico del territorio polaco de entreguerras. En negro, la frontera polaca definitiva desde 1920.
Polacos
Ucranianos

Mapa de las áreas demandadas por la República Popular Ucraniana Occidental.

Situación después de la ruptura del asedio.

A pesar de que la mayoría de la población de la ciudad estaba compuesta de polacos (sobre el 60 %) y de judíos (sobre el 20 %), el Ejército austrohúngaro en su retirada, decide entregar la ciudad a las autoridades ucranianas, que representan la mayoría de la población en la porción oriental de Galitzia, cuyo centro es Leópolis. Mientras que los Fusileros de Sich ucraniana es la principal guarnición de la zona, la mayoría de unidades polacas que están al servicio de los austrohúngaros habían sido enviadas a otros frentes para evitar conflictos.

## Proclamación de la República Popular Ucraniana Occidental
El primer choque ocurre el 1 de noviembre de 1918, en la ciudad de Leópolis. Las milicias ucranianas al mando de Dmitro Vitorvkí toma posiciones durante la disolución del Imperio austrohúngaro, tomando el control de la mayor parte de Galitzia Oriental. La República Popular Ucraniana Occidental se proclama con Leópolis como capital, y reclama la soberanía sobre Galitzia Oriental, los cárpatos hasta la ciudad de Nowy Sącz en el oeste, Rutenia Transcarpática y el norte de Bucovina; sin embargo, gran parte del territorio reclamado era considerado polaco por sus propios habitantes.

## Resistencia polaca
Las fuerzas ucranianas alcanzaban unos mil quinientos hombres aproximadamente, y ayudados por la Fusileros de Sich entró en la ciudad sin encontrar oposición en las unidades húngaras o alemanas, que declararon su neutralidad en el conflicto. Después de entrar en la ciudad, las fuerzas ucranianas encontraron resistencia en las unidades de los círculos locales de autodefensa. Las fuerzas polacas, inicialmente con aproximadamente doscientos hombres al mando de Zdzislaw Tatar-Trzesniowski, crearon una bolsa de resistencia en una escuela en la zona occidental de la ciudad, donde un grupo de veteranos de la Organización Militar Polaca se defendió con sesenta y cuatro rifles antiguos. Después de los primeros choques, a los defensores se le unieron cientos de voluntarios, la mayoría boy scouts polacos, estudiantes y jóvenes. Más de mil personas se unieron a la resistencia los primeros días de la guerra. Esto permitió a los polacos retomar algunas zonas de la parte occidental de la ciudad, mientras que la mayoría permanecía en manos ucranianas.
Las unidades de Vytovski, superiores en número, bien equipadas y veteranas, no estaban, sin embargo, habituadas al combate urbano. Por el contrario, el enemigo estaba mal equipado y la mayoría no contaba con entrenamiento militar, pero gozaba de un buen conocimiento de la ciudad, lo que resultó vital en los primeros días de la defensa. Los siguientes días, las fuerzas defensoras alcanzaron sobrepasaron los seis mil hombres y mujeres, de ellos más de mil cuatrocientos eran estudiantes de secundaria y aún más jóvenes. Debido al heroísmo y la masiva participación en la lucha, se les llamó comúnmente los aguiluchos de Leópolis. El 3 de noviembre, llegaron las primeras unidades del Fusileros de Sich y el mando de las fuerzas ucranianas pasó al coronel Hnat Stefaniv. Sin embargo, el asalto polaco a la Estación Central de tren de Leópolis finalizó con éxito y permitió a los polacos capturar dos trenes ucranianos de suministros, lo que impidió a estos mantener la superioridad en armas y municiones. Para el 9 de noviembre, los ucranianos habían sido expulsados de la parte occidental de la ciudad, pero el ataque polaco se detuvo en el centro de la urbe y se alcanzó un punto muerto en los combates. Con insuficientes hombres, la línea del frente solo tenía un trazado claro en el centro de la ciudad, mientras que en otras zonas solo se disputaba el control de los principales edificios.
El 11 de noviembre de 1918, Polonia declara su independencia, y al día siguiente, las primeras unidades regulares del ejército polaco al mando del mayor Waclaw Stachiewicz entra en Przemysl, a solo setenta kilómetros de Leópolis. En la convicción que este movimiento era parte de los preparativos para la ruptura del asedio ucraniano, el coronel Stefaniv preparó una ofensiva general contra las zonas de la ciudad en manos polacas. A pesar de los intensos combates ocurridos entre el 13 y 15 de noviembre, las fuerzas polacas se mantienen, y repelen a los ucranianos. El caos durante la toma polaca de la ciudad, esta estuvo acompañada de hechos aislados, en el que muere un número desconocido de polacos, judíos y ucranianos. Este hecho se exageró ampliamente en la prensa occidental, llamándolo el “pogromo de Leópolis”. Los judíos fueron acusados de cooperar con los ucranianos. Se afirma que aproximadamente 150 judíos fueron asesinados, y 500 tiendas judías y negocios fueron saqueados y, como establece la Comisión Morganthau, solo murieron 64 judíos. Después del restablecimiento del orden de la ciudad, las autoridades polacas castigaron a algunas personas por la participación en los saqueos.

## Ruptura del cerco y toma de la ciudad por los polacos
Después de dos semanas de intensa lucha dentro de la ciudad, una unidad de mil doscientos hombres fuertemente armados, bajo el mando del teniente coronel Michal Karaszewicz-Tokarzewski del resurgido Ejército polaco rompe el asedio ucraniano y llega a la ciudad. El 2 de noviembre se rompe el cerco, y los ucranianos son repelidos desde el Cementerio Lyczakow, una de las más importantes áreas de la ciudad. El día siguiente, las restantes fuerzas ucranianas se retiran. Sin embargo, la lucha en otras ciudades reclamadas por los polacos y los ucranianos, continuaron, y la lucha por Leópolis durará hasta mayo de 1919.
Cabe destacar que la lucha polaco ucraniana por Leópolis es referida algunas veces como el “último conflicto civilizado” por los historiadores polacos, ya que ambos lados eran muy débiles para crear una línea de frente regular, y carecían de cañones, las bajas civiles fueron escasas, y no superaron los 400. También, ambos lados evitaron destruir las instalaciones de la ciudad y los edificios más importantes fueron declarados “zona desmilitarizada”. Entre estos, estaban los hospitales, la distribución de aguas, la planta de gas y energía. Ceses del fuego locales fueron concertados diariamente, y ocurrieron numerosas situaciones en las que soldados polacos y ucranianos jugaron fútbol durante el cese el fuego. En sus memorias, el teniente polaco (luego coronel) Boleslaw Szwarcenberg-Czerny anota que durante uno de los ceses del fuego, el teniente Levsky, el comandante ucraniano de un puesto de tirador, se emborracha con la unidad a la que dispara, quedándose dormido y levantándose con el cese el fuego ya finalizado. Inmediatamente, otro cese el fuego fue firmado para permitir al oficial ucraniano retorne a su unidad.
Debido a esto, las bajas de ambos lados fueron escasas. Los polacos perdieron 439 hombres y mujeres, de los que 120 eran estudiantes de secundaria y 76 eran universitarios. La mayoría de ellos fue enterrada en el Cementerio de los Defensores de Leópolis.